# Taranaki Bulls
Los Taranaki Bulls son un equipo provincial profesional de Nueva Zelanda que representa a la Taranaki Rugby Football Union de la Región de Taranaki en competencias domésticas de rugby.
Participa anualmente en el National Provincial Championship, competición en la cual ha logrado dos campeonatos.
En el Super Rugby es representado por el equipo de Chiefs.

## Historia
Fue fundada en 1889, durante su historia ha logrado poseer 28 veces la Ranfurly Shield.
Desde el año 1976 participa en la principal competición entre clubes provinciales de Nueva Zelanda, en la cual lograron su primer campeonato en la temporada 2014.
Durante su historia han enfrentado a diferentes equipos nacionales, logrando triunfos sobre Argentina, Australia, Inglaterra e Italia, además ha sido visitado en varias ocasiones por los British and Irish Lions logrando un récord ante ellos de 2 triunfos y 9 derrotas.

## Palmarés

### Primera División
- Premiership de la ITM Cup (1): 2014

- National Provincial Championship (1): 2023

### Segunda División
- Championship del NPC (1): 2021

- Segunda División del NPC (4): 1982, 1985, 1992, 1995

- Segunda División Norte del NPC (1): 1976

## Jugadores emblemáticos
- Mark Allen
- Kieran Crowley
- Sisa Koyamaibole
- Jason Eaton
- John Graham
- David Holwell
- Andrew Hore
- Census Johnston
- Chris Masoe
- Alan Reid
- Graham Mourie
- Reuben Thorne
- Paul Tito
- Brock James
- Beauden Barrett
- Kevin Barrett
- Nemia Soqeta
- Mahonri Schwalger